# Russula atropurpurea
Russula atropurpurea es una especie de hongo comestible basidiomiceto de la familia Russulaceae.

## Características
La forma del sombrero (píleo) es convexo aplanado y con hendidura en el centro, puede medir hasta 10 cm de diámetro, su color es rojo púrpura, el centro es más oscuro, casi negro violáceo, el estipe es cilíndrico, de color blanquecino y puede medir una altura de 8 cm y su ancho puede alcanzar los 4 cm.
Es una seta característica de Europa y de América del norte, crece en los lugares sombríos de los robledales y de las coníferas, prefiere los suelos ácidos.

## Comestibilidad
La carne es blanca con gusto frutado a manzana.